# George Goulding
Pour les articles homonymes, voir Goulding.
George Henry Goulding, né le 16 ou 17 novembre 1884 à Hull et mort le 31 janvier ou le 3 février 1966 à Toronto, était un athlète canadien.
Il commence par courir des marathons avec son club du Central YMCA de Toronto, mais s'entrainant également pour se qualifier à la marche athlétique pour les Jeux olympiques de 1908 de Londres. Il termina 4e du 3 500 mètres marche. Depuis cette date, George Goulding remporte toutes ses courses de marche sans handicap. En effet, pour se mettre en danger, il arrivait souvent de laisser à ses adversaires plusieurs centaines de mètres d'avance. Il remporta donc le titre olympique sur 10 km en 46 min 28 s 4 aux Jeux olympiques de 1912 devant l'anglais Ernest Webb. Ce nouveau record olympique sera battu seulement en 1948 par John Mikaelsson en 45 min 03 s 0.
En 1915, les officiels américains l'accuse de professionnalisme, mais il démontra qu'il n'a jamais reçu d'argent hormis pour ses frais de déplacements. Il conserva une réputation d'un coureur honnête et distingué. Il remporta plus de 300 courses, soit 95 % de victoires. Il participa à des compétitions spectaculaires contre un cavalier ou une équipe de relais.
Il est intronisé au Panthéon des sports canadiens en 1955.

## Palmarès

### Jeux olympiques d'été
- Jeux olympiques 1912 à Stockholm ( Suède) : 
  -  Médaille d'or sur 10 km marche